# Lavinia Agache

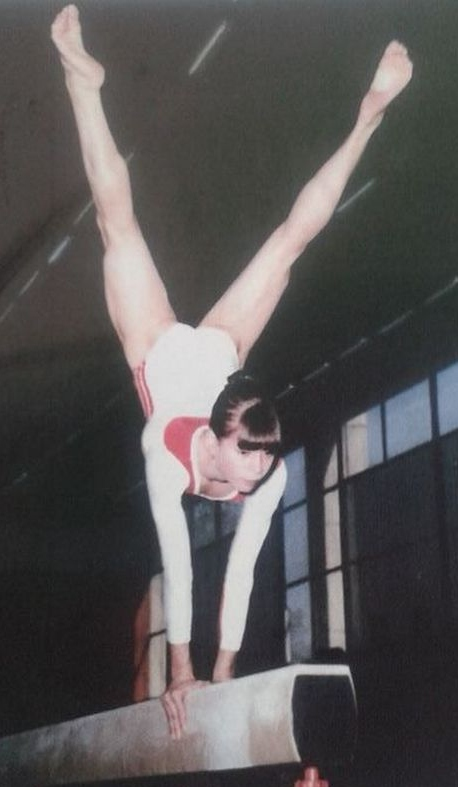
Lavinia Agache

Lavinia Agache-Carney (* 11. Februar 1968 in Căiuți (Bacău)) ist eine ehemalige rumänische Kunstturnerin.
Sie begann 1975 mit dem Turnen und nahm 1981 zum ersten Mal an den Weltmeisterschaften teil. In Moskau, wo ein Jahr davor die Olympischen Spiele stattgefunden hatten, wurde sie Vierte mit der rumänischen Mannschaft. Ihre beste Einzelplatzierung war Platz fünf im Sprung.
Bei den Turn-Europameisterschaften 1983 gewann Lavinia Agache vier Medaillen. Am Balken wurde sie Europameisterin. Außerdem gewann sie Silber im Mehrkampf und am Stufenbarren sowie Bronze beim Sprung. Auch bei den Weltmeisterschaften später im Jahr konnte sie vier Medaillen gewinnen: Silber im Sprung, am Stufenbarren und mit der Mannschaft, sowie Bronze am Balken.
1984 nahm Agache erfolgreich an den Olympischen Spielen in Los Angeles teil. Dort wurde sie mit der rumänischen Mannschaft Olympiasiegerin und gewann außerdem mit Bronze beim Sprung noch eine Einzelmedaille.
Nach einer Knieverletzung musste Agache 1985 mit dem Leistungssport aufhören. 1991 zog sie in die USA und heiratete.